# Калчово
Ка̀лчово (на гръцки: Βραχότοπος, Врахотопос, до 1927 година, Κάλτσοβα, Калцова) е обезлюдено село в Република Гърция, разположено на територията на дем Драма, област Източна Македония и Тракия.

## География
Селото е разположено в Южните Родопи.

## История

### В Османската империя
В XIX век Калчово е мюсюлманско село в Неврокопска каза на Османската империя. В „Етнография на вилаетите Адрианопол, Монастир и Салоника“, издадена в Константинопол в 1878 година и отразяваща статистиката на населението от 1873 година, Калчово (Kaltchovo) е посочено като село с 55 домакинства и 130 жители помаци. Според Стефан Веркович към края на XIX век Калчово (Калчву) има помашко мъжко население 192 души, което живее в 55 къщи.
Според Васил Кънчов към 1900 година броят на къщите в Калчово (Калчюу) е 40, а селото попада в Чеча. Пак според него, по същото време във Калчово живеят 250 души-помаци.

### В Гърция
През Балканската война в 1912 година в селото влизат български части. По данни на БПЦ, към края на 1912 и началото на 1913 година в Калчово живеят 72 семейства или общо 367 души.
След Междусъюзническата война в 1913 година Калчово попада в Гърция. Според гръцката статистика, през 1913 година в Калчово (Κάλτσβον) живеят 340 души.
Селото не се споменава в преброяването от 1920 година и вероятно пострадва силно още през Първата световна война. Жителите на Калчово са изселени в 1923 година по силата на Лозанския договор и са настанени в село Каваклъ (област Одрин, община Мерич). През 1927 година името му е сменено от Калчова (Κάλτσοβα) на Врахотопос (Βραχότοπος), което в превод означава „Скалисто място“.
| Година    | 1913 | 1920 | 1928 | 1940 | 1951 | 1961 | 1971 | 1981 | 1991 | 2001 | 2011 | 2021 |
| --------- | ---- | ---- | ---- | ---- | ---- | ---- | ---- | ---- | ---- | ---- | ---- | ---- |
| Население | 340  |      |      |      |      |      |      |      |      |      |      |      |